# Gisement préhistorique d'El Mekta
Le gisement préhistorique d'El Mekta est un site archéologique situé près de Gafsa en Tunisie,. Elle appartient à la culture archéologique épipaléolithique capsienne.

## Histoire
Le site d'El Mekta est découvert en 1906 par Paul Boudy,, fouillé par Ernest-Gustave Gobert dans les années 1950 puis par Simone Mulazzani et Lotfi Belhouchet en 2012.
Le site est une rammadiya (escargotière), en plein air, de l'époque holocène.
Le gisement d'El Mekta se situe à proximité de Gafsa (ancienne Capsa) : de là vient l'attribution du nom « Capsien » en 1909.

## Importance
El Mekta représente l'un des sites clés pour comprendre le passage du Capsien typique au Capsien supérieur au cours de l'Épipaléolithique. Une datation avait été obtenue à partir d'un  échantillon de charbon provenant de la couche du Capsien supérieur, et a été calibrée en 2007. Les fouilles conduites en 2012 ont permis de proposer une séquence d'occupations distinctes du site, autour de 7 500 ans avant J.-C. pour le Capsien typique, et à partir de 6 200 ans avant J.-C. pour le Capsien supérieur.
Un seul reste humain a été mis au jour : il s'agit d'une première molaire supérieure droite qui avait été déposée au Centre de recherches anthropologiques, préhistoriques et ethnographiques d'Alger, devenu le Centre national de recherches préhistoriques, anthropologiques et historiques.
Le 15 avril 2021, le gouvernement tunisien propose le site pour un futur classement sur la liste du patrimoine mondial de l'Unesco.